# Trois études de figures au pied d'une crucifixion
Trois études de figures au pied d'une crucifixion (Titre original : Three Studies for Figures at the Base of a Crucifixion) est un triptyque du peintre d'origine irlandaise Francis Bacon achevé en 1944.
Il s'agit d'une œuvre que Francis Bacon revendiquera comme sa première œuvre (même si elle est inachevée et n'est qu'un fragment d'une composition plus importante), mais on connaît d'autres  productions antérieures des années 1930, rarement exposées durant la vie de leur auteur.
Les figures de ce triptyque (les Érinyes) reviennent dès 1960 d'une façon récurrente  dans ses œuvres.
En 1988, Francis Bacon peint une seconde version de ce triptyque, conservée à la Tate Modern.

## Composition
Trois figures au pied du crucifié qu'on ne voit pas.
- Panneau de gauche : une figure qui se recroqueville sur une sorte de piédestal, omoplates arrondies.
- Panneau du centre : une figure qui tient d'un oiseau derrière un piètement (d’une table ?), la face partiellement voilée et criant.
- Panneau de droite : une figure très animale, plantée sur une jambe unique, le cou tendu horizontalement, qui hurle, la bouche grande ouverte vers le haut et dont on aperçoit la denture.

## Œuvres semblables
- Autres triptyques de Francis Bacon :  
  - Trois études pour une crucifixion (1962), The Guggenheim Museum, New-York
  - Triptyque inspiré de l’Orestie d’Eschyle (1981), Astrup Fearnley Collection, Oslo
  - Triptyque, Tate Gallery, Londres
  - Triptyque, mai-juin 1973, collection particulière, Suisse